# Bernhard Radhoff

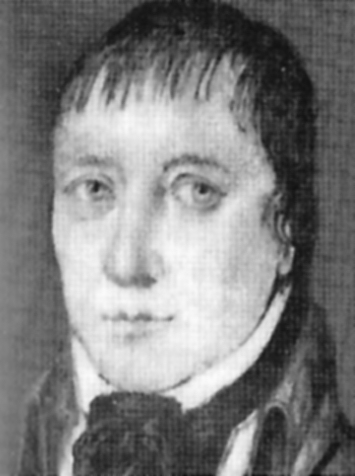
Bernhard Radhoff

Bernhard Radhoff (* 20. September 1762 in Stoppenberg; † 31. Januar 1819 ebenda) war ein deutscher Kommunalpolitiker im Bereich der heutigen Stadt Essen.

## Leben und Wirken
Bernhard Radhoff war  unter den Preußen Rentmeister und leitete das Rentamt des Stiftes Stoppenberg von 1802 bis 1807.
Ab 1. September 1808 war er unter den Franzosen Direktor und Maire (französische Bezeichnung für Bürgermeister) der Munizipalität Altenessen mit Sitz in Stoppenberg, aus der 1813 die Bürgermeisterei Altenessen hervorging und zu der bis 1874  Frillendorf, Huttrop, Karnap, Schonnebeck, Katernberg, Rotthausen, Rüttenscheid und Stoppenberg gehörten. 
Im Jahr 1811 wurde er in der Franzosenzeit von diesen abgesetzt, da er unpünktliche Zahlungen der Kriegskontributionen machte und seine Bevölkerung vor deren Bedrückung zu schützen suchte.
In Essen-Altenessen-Süd wurde die ehemalige Vereinsstraße 1915 als Radhoffstraße nach ihm benannt.